# 본계약
본계약은 당사자의 일방 또는 쌍방 중 어느 한 쪽이 원할 때 상대방은 일정한 내용의 계약을 체결토록 구속받는 것을 내용으로 하는 계약이 예약(豫約)이며, 예약에 기해서 체결되는 계약이 본계약(本契約)이다. 예약의 목적은 한 쪽의 요구에 응하여 본계약을 성립시키는 채무를 상대방에게 부담시키는 데 있다. 이 채무를 한 쪽만이 부담하는 경우를 '일방예약(片務豫約)', 쌍방이 부담하는 경우를 '쌍방예약(雙方豫約)'이라 한다. 그리고 대한민국 민법은 특히 유상계약에 있어서는 한 쪽이 본계약을 성립시키는 의사표시(豫約完結의 의사표시－完結權의 행사)를 하면 그때부터 타방의 승낙이 필요없이 본계약이 성립함을 정하고 있다(제564조, 567조). 또한 완결권의 행사에 있어 기간을 정하여 그 기간 내에 완결할 것인가 아닌가의 가부에 대해서 확답할 것을 최고(催告)할 수가 있다. 만약 그 기간 내에 완결권자가 확답을 하지 않을 때 예약은 무효가 된다(제564조 2항·3항).